# Эггерт, Марта
Ма́рта Э́ггерт (венг. Eggerth Márta; 17 апреля 1912, Будапешт — 26 декабря 2013, Рай, Нью-Йорк) — венгерская и американская певица оперетты и киноактриса, яркая представительница «Серебряной эры оперетты». Специально для неё писали свои произведения Оскар Штраус, Пал Абрахам, Франц Легар, Фриц Крейслер, Роберт Штольц и другие известные композиторы.

## Биография
Начала петь в раннем детстве, родившись в музыкальной семье. Отец Марты — Пауль Эггерт (венг. Paul Eggerth) — был директором местного отделения Рейхсбанка, увлекался игрой на фортепиано; мать — Тилли Эггерт (венг. Tilly Herezegh), еврейского происхождения — была оперной певицей, колоратурным сопрано, однако ей пришлось отказаться от профессиональной карьеры артистки, сосредоточившись на семье. В раннем возрасте родители распознали талант юной певицы — в особенности мать, посвятившая свою жизнь реализации потенциала своей дочери. В одиннадцатилетнем возрасте Марта Эггерт дебютировала на сцене, исполняя арии из оперетт. Через некоторое время она уже гастролировала по Дании, Швеции, Нидерландам. После успеха она переехала в Вену, где для неё писал свои оперетты австрийский композитор Имре Кальман. Кальман намеревался воспитать Марту в качестве возможной замены Адели Керн, звезды Венской оперы. В возрасте 17 лет Эггерт исполнила главную партию в оперетте «Летучая мышь» в гамбургской постановке немецкого режиссёра Макса Рейнхарта, став самой молодой актрисой, утверждённой на эту роль.
В начале 1930-х годов, с появлением звука в кинематографе, она стала сниматься в кино — сначала в Европе, а после 1938 года в США, куда ей пришлось переехать из-за начавшихся в Европе гонений на евреев.
С 1936 года была замужем за польским тенором Яном Кепурой; воспитала двух сыновей, которые стали пианистами.

## Фильмография
| Год  |    | Русское название                | Оригинальное название              | Роль                       |
| ---- | -- | ------------------------------- | ---------------------------------- | -------------------------- |
| 1930 | ф  | —                               | Csak egy kislány van a világon     | Катинка                    |
| 1931 | ф  | —                               | Die Bräutigamswitwe                | Фэй Миллер                 |
| 1931 | ф  | —                               | Trara um Liebe                     | графиня мария-Шарлотта     |
| 1931 | ф  | —                               | Der Draufgänger                    | Труде                      |
| 1931 | ф  | —                               | Eine Nacht im Grandhotel           | Глай                       |
| 1932 | ф  | —                               | Der Frauendiplomat                 | Гелла                      |
| 1932 | ф  | —                               | Ein Lied, ein Kuß, ein Mädel       | Уолли Соммер               |
| 1932 | ф  | —                               | Es war einmal ein Walzer           | Штеффи Пирзингер           |
| 1932 | ф  | —                               | Moderne Mitgift                    | Эвелин                     |
| 1932 | ф  | —                               | Where Is This Lady?                | Штеффи Пирингер            |
| 1932 | ф  | —                               | Traum von Schönbrunn               | Она                        |
| 1932 | ф  | —                               | Das Blaue vom Himmel               | Анни Мюллер                |
| 1933 | ф  | —                               | Kaiserwalzer                       | Мицци Шлагхофер            |
| 1933 | ф  | —                               | Die Blume von Hawaii               | Сюзанна Ламонд             |
| 1933 | ф  | Песнь моя летит с мольбою       | Leise flehen meine Lieder          | графиня Эстерхази          |
| 1933 | ф  | Царевич                         | Der Zarewitsch                     | Мари Коллин                |
| 1934 | ф  | —                               | Mein Herz ruft nach dir            | Карла Шмидт                |
| 1934 | ф  | Королева Чардаша                | Die Czardasfürstin                 | Сильва Вареску             |
| 1934 | ф  | Неоконченная симфония           | Unfinished Symphony                | Каролина Эстерхази         |
| 1934 | ф  | —                               | Ihr größter Erfolg                 | Тереза Кронес              |
| 1935 | ф  | —                               | My Heart Is Calling                | Карла                      |
| 1935 | ф  | Девушка из Неаполя              | Casta diva                         | Маддалена Фумароль         |
| 1935 | ф  | Божественная искра              | The Divine Spark                   | Маддалена Фумароли         |
| 1935 | ф  | Белокурая Кармен                | Die blonde Carmen                  | Мария Баркас               |
| 1935 | ф  | Весь мир вращается вокруг любви | Die ganze Welt dreht sich um Liebe | Илона Раткай               |
| 1935 | ф  | —                               | E lucean le stelle                 | н/д                        |
| 1936 | ф  | —                               | Das Schloß in Flandern             | Глория Деламер             |
| 1936 | ф  | Жаворонок                       | Wo die Lerche singt                | баронесса Маргит фон Барди |
| 1936 | ф  | —                               | Das Hofkonzert                     | Кристина Холм              |
| 1937 | ф  | —                               | La chanson du souvenir             | Кристина Холм              |
| 1937 | ф  | Очарование Богемы               | Zauber der Boheme                  | Дениз                      |
| 1938 | ф  | Мелодии вальса                  | Immer wenn ich glücklich bin..!    | Мариэтта Дюваль            |
| 1942 | ф  | Для меня и моей девочки         | For Me and My Gal                  | Ив Минард                  |
| 1943 | ф  | Представляя Лили Марс           | Presenting Lily Mars               | Изобель Рикей              |
| 1949 | ф  | Прощай, Мими!                   | Addio Mimí!                        | Дениз Верни                |
| 1949 | ф  | —                               | Valse brillante                    | Марта Вассари              |
| 1952 | ф  | Страна улыбок                   | Das Land des Lächelns              | Лисси Лихт                 |
| 1952 | ф  | Весна в Берлине                 | Frühling in Berlin                 | Верена Иллинг              |
| 1961 | тф | —                               | And on Earth, Peace                | певица                     |
| 1999 | с  | Место преступления              | Tatort                             | Бабетта Шон                |